# Said Gilani
Said Gilani (* 5. Februar 1996 in Bremerhaven) ist ein afghanisch-deutscher Sprinter und Hürdenläufer, der aber vorher als erfolgreicher Zehnkämpfer trainiert hat und mehrere Norddeutsche Titel gewann. Er lebt in Deutschland und trainiert beim SV Werder Bremen.

## Sportliche Laufbahn
Erste internationale Erfahrungen sammelte Said Gilani 2017 bei den Weltmeisterschaften in London, bei denen er dank einer Wildcard im 100-Meter-Lauf teilnahm und dort mit 11,13 s in der Vorqualifikationsrunde ausschied. Auch zwei Jahre später wurde er vom afghanischen Verband für die Weltmeisterschaften in Doha nominiert und schied auch dort mit 11,45 s in der Vorqualifikationsrunde aus. Bei den Weltmeisterschaften in Eugene erzielte in der Vorqualifikation mit 11,43 s den 5. Platz was nicht für ein Weiterkommen reichte. Im Jahr darauf kam er bei den Weltmeisterschaften in Budapest in der Vorausscheidungsrunde nicht ins Ziel.

## Persönliche Bestleistungen
- 100 Meter: 11,13 s (+0,9 m/s), 4. August 2017 in London
  - 60 Meter (Halle): 7,52 s, 14. Januar 2017 in Bremen
- 200 Meter: 22,31 s (+0,4 m/s), 3. Juni 2017 in Zeven (afghanischer Rekord)
  - 200 Meter (Halle): 22,67 s, 21. Januar 2018 in Hannover (afghanischer Rekord)
- 400 Meter: 49,59 s, 25. Juni 2017 in Berlin (afghanischer Rekord)
  - 400 Meter (Halle): 50,90 s, 6. Februar 2016 in Hannover (afghanischer Rekord)
- 110 m Hürden: 15,45 s (−1,2 m/s), 17. Juni 2018 in Papenburg (afghanischer Rekord)
  - 60 m Hürden (Halle): 8,64 s, 14. Januar 2018 in Bremen (afghanischer Rekord)
- 400 m Hürden: 54,19 s, 10. Juni 2017 in Göttingen (afghanischer Rekord)